# Blue Mountain State: the Rise of Thadland
Blue Mountain State: The Rise of Thadland è un film del 2016 diretto da Lev L. Spiro.
Film commedia statunitense, basato sulla serie televisiva Blue Mountain State, vede la partecipazione di Darin Brooks, Alan Ritchson e Chris Romano.
La pellicola riprende da dove si era interrotta la terza stagione della serie. Dopo l'annullamento della serie all'inizio del 2012, circolavano voci di un lungometraggio. L'8 aprile 2014, il film è stato annunciato ufficialmente, con i creatori che hanno lanciato su Kickstarter una campagna per raccogliere fondi; le riprese si sono svolte nella Carolina del Nord a fine 2014. Il film è stato distribuito il 2 febbraio 2016 da Lionsgate.